# Leke James
Leke James (Kaduna, 1 november 1992) is een Nigeriaans voetballer die bij voorkeur als aanvaller speelt. Hij verruilde in 2011 Bridge FC voor Aalesunds FK. Hij speelt sinds 30 april 2018 voor Molde FK.

## Clubcarrière
Leke James begon zijn carrière bij het Nigeriaanse Julius Berger. In januari 2012 verhuisde hij naar het Noorse Aalesunds FK. Op 26 juli 2012 debuteerde debuteerde hij voor Aalesunds FK in de UEFA Europa League tegen het Albanese KF Tirana. Hij scoorde twee doelpunten in een met 5-0 gewonnen wedstrijd. Drie dagen later debuteerde hij in de Tippeligaen. In zijn eerste seizoen scoorde hij vier doelpunten in twaalf wedstrijden.

## Erelijst
Molde FK
- Eliteserien: 2019